# Луначарское (Пензенская область)
Луначарское — село в Лопатинском районе Пензенской области России. Входит в состав Чардымского сельсовета.

## География
Село находится в юго-восточной части Пензенской области, в пределах Приволжской возвышенности, в лесостепной зоне, на левом берегу реки Узы, на расстоянии примерно 11 километров (по прямой) к северо-западу от села Лопатина, административного центра района. Абсолютная высота — 176 метров над уровнем моря.

### Климат
Климат характеризуется как умеренно континентальный, с тёплым летом и умеренно холодной зимой. Средняя температура воздуха самого холодного месяца (января) составляет −13,2 °C; самого тёплого месяца (июля) — 20 °C. Продолжительность периодов с температурой выше 0 °C — 208 дней, выше 5 °C — 170 дней, выше 10 °C — 136 дней. Годовое количество атмосферных осадков — 420—470 мм, из которых большая часть выпадает в тёплый период. Снежный покров держится в течение 131 дня.

### Часовой пояс
Село Луначарское, как и вся Пензенская область, находится в часовой зоне МСК (московское время). Смещение применяемого времени относительно UTC составляет +3:00.

## История
Основано на землях, отказанных в 1688 г. Саранской приказной избой из «дикой порозжей земли» стольнику Якову Мироновичу и его сыну Григорью Варыпаевым. С 1780 г. – селение Петровского уезда Саратовской губернии, волостной центр. В 1717 г. – вотчина Т.Ф. и С.А. Варыпаевых. В 1795 г. – с. Троицкое, Варыпаево тож, показано за коллежской асессоршей, вдовой Марией Николаевной Аблязовой и ее детьми Александром, Иваном Петровичами, Елизаветой и Авдотьей Петровнами Аблязовыми (за ними 1025 душ обоего пола); еще один помещик – коллежский асессор Андрей Михайлович Ушаков. По другому источнику, в 1795 г. село Троицкое, Вырыпаево тож, владение надворного советника Андрея Михайловича Ушакова и обер-провиантмейстера Ивана Петровича Аблязова, 137 дворов, 571 ревизская душа. Во 2-й пол. XIX в. на карте Европейской России на южной окраине села показан винокуренный завод. Перед отменой крепостного права с. Троицкое показано за С.Н. Аничковой, у нее 571 ревизская душа крестьян, 51 – дворовых людей, 74 тягла на барщине, 141 – на оброке, у крестьян 144 двора на 86,13 десятины усадебной земли, 1362 дес. пашни, 650 дес. сенокоса, 234 дес. выгона, у помещицы 1942,8 дес. удобной земли, в том числе леса и кустарника 724,7 дес., сверх того 197,8 дес. неудобной земли, оброчные крестьяне платили в год по 25 руб. с тягла, а также по одной курице и по 5 аршин холста и с 3-х тягол по одному барану, тягла сеяли и убирали по  0,5 дес. в поле, 3 дня косили и убирали луга, прудили плотину и давали по 2 подводы для отвоза хлеба на винокуренный завод. В 1859 г. в селе 128 дворов, ярмарка, конный завод, мельница. В 1877 г. – центр Троицко-Варыпаевской волости Петровского уезда, 163 двора, церковь, лавка, водяная мельница винокуренный завод, ярмарка 8 июля. В 1911 г. – 263 двора, церковь, церковноприходская школа. Перед Великой Октябрьской революцией при селе находилась усадьба Е.Л. Шокотовой, в которой в 1914 г. проживал 91 человек.
С 1928 года село являлось центром Варыпаевского сельсовета Лопатинского района Вольского округа Нижне-Волжского края. В 1930-х годах село переименовано в честь А.В. Луначарского. В 1955 и в 1980-е гг. — в составе Бузовлевского сельсовета, центральная усадьба колхоза имени Луначарского. 22.12.2010 г. Бузовлевский сельсовет упразднен, село вошло в состав Чардымского сельсовета. 

## Население
| 1795 | 1859  | 1877  | 1911 | 1914  | 1921  | 1926  |
| ---- | ----- | ----- | ---- | ----- | ----- | ----- |
| 1142 | ↗1291 | ↘1172 | ↘942 | ↗1964 | ↘1923 | ↘1587 |
| 1930 | 1939  | 1959  | 1979 | 1989  | 1996  | 2002  |
| ↘863 | ↘522  | ↘282  | ↘268 | ↗355  | ↗359  | ↘339  |
| 2010 |       |       |      |       |       |       |
| ↘320 |       |       |      |       |       |       |

### Национальный состав
Согласно результатам переписи 2002 года, в национальной структуре населения русские составляли 71 %.

## Достопримечательности
В селе расположена недействующая Церковь Рождества Пресвятой Богородицы (1765).

## Известные люди
Варыпаево (Луначарское) —  родина Героя Советского Союза, сержанта, командира саперного отделения Николая Яковлевича Фирсова (1919–1997), отличившегося в боях за Днепр.